# Kalikowice
Kalikowice (do 1945 niem. Ehrenthal) – uroczysko dawna miejscowość położona w Polsce, w województwie zachodniopomorskim, w powiecie goleniowskim, w gminie Goleniów.
Polską nazwę Kalikowice ustalono urzędowo rozporządzeniem Ministrów Administracji Publicznej i Ziem Odzyskanych z dnia 1 czerwca 1948 roku.